# 111Arow
111Arow – seria zmodernizowanych wagonów pasażerskich 111A. Charakteryzuje się brakiem przedziałów pasażerskich oraz uchwytami do przewożenia rowerów. Jeżdżą w pociągach PKP Intercity kategorii EIC, IC i TLK

## Oznaczenie
Pierwszy człon nazwy 111Arow "111A" pochodzi od oznaczenia bazowego wagonu, natomiast człon "row" oznacza obecność miejsca przystosowanego do przewożenia rowerów.

## Charakterystyka
Wagony 111Arow są zmodernizowaną wersją najdłużej produkowanych w Polsce wagonów przedziałowych 111A i kuszetek 110Ac. Remont polegał m.in. na usunięciu ścian, dzielących wagon na przedziały, zmianie układu siedzeń na 2+2, skierowanych do zewnątrz, zastosowaniu toalet w obiegu zamkniętym oraz montażu uchwytów rowerowych w przedsionkach. W niektórych wersjach drzwi skrzydłowe zostały zmienione na odskokowo-przesuwne, zamontowano pod fotelami gniazdka elektryczne oraz zabudowano system klimatyzacji. Wagony modernizowała m.in. bydgoska Pesa czy nowosądecki Newag.